# Hammond Innes
Ralph Hammond Innes (Horsham, 15 luglio 1913 – Kersey, 10 giugno 1998) è stato uno scrittore e giornalista inglese.

## Biografia
Cresciuto nel Kent, iniziò a lavorare negli anni venti al Financial Times (all'epoca chiamato Financial News). Nel 1931, abbandonò il giornale e diventò scrittore. Nel 1937, pubblicò il suo primo romanzo, The Doppelganger. Durante la seconda guerra mondiale, servì nel Royal Regiment of Artillery (uno dei corpi ausiliari della British Army) acquisendo il grado di Maggiore. Durante il conflitto, pubblicò altri tre romanzi: Wreckers Must Breathe (1940), The Trojan Horse (1941) e Attack Alarm (1941), quest'ultimo basato sulla sua esperienza durante la Battaglia d'Inghilterra. Dopo la smobilitazione (1946), tornò a tempo pieno alla sua occupazione di scrittore, pubblicando molti romanzi di successo. Si distingueva per l'attenzione ai dettagli nella descrizione dei luoghi, come in Air Bridge (ambientato durante il Blocco di Berlino).
Ha pubblicato anche letteratura per l'infanzia sotto il nome di Ralph Hammond.

## Opere (parziale)
- 1949 - Prigionieri nell'Antartide (The white South)
- La miniera che uccide (The killer mine)
- Dramma sul ponte aereo (Airbridge)
- Sangue sulle Dolomiti (The lonely skyer)
- Il regno proibito (Campbell's Kingdom)
- La rupe maledetta (Maddon's Rock)
- La montagna di fuoco (The angry mountain)
- Il segreto dei fiordi (The blu ice)
- Caccia al petrolio
- I pirati del mare
- Medusa
- 1956 - Il naufragio del Mary Deare

## Al cinema
- 1954 - Inferno sotto zero (Hell below Zero) con Alan Ladd
- 1959 - I giganti del mare (The wreck of the Mary Deare)